# Râul Ciripicea
Râul Ciripicea este un curs de apă, afluent al râului Checheț. 

## Hărți
- Harta județului Satu Mare